# Дирк фон Бронкхорст-Батенбург
Дирк (Дидрих) фон Бронкхорст-Батенбург (на немски: Dirk von Bronckhorst-Batenburg; Diedrich von Bronckhorst; † 27 септември 1407) от фамилията Бронкхорст, е господар на Батенбург и рицар.

## Произход
Той е син на Гизберт V фон Бронкхорст († 1356) и съпругата му Катарина ван Леефдал († 13 април 1361), дъщеря на Рогиер ван Леефдаел († 1333), бургграф на Брюксел, и Агнес фон Клеве († 1338). Внук е на Вилхелм III фон Бронкхорст († 1328) и съпругата му Йохана фон Батенбург († 1351), дъщеря на Дирк IV фон Батенбург († 1311). Брат му Вилхелм IV фон Бронкхорст († 12 март 1410) е господар на Бронкхорст (1356 – 1399).

## Фамилия
Дирк фон Бронкхорст-Батенбург се жени през август 1362 г. за Елизабет фон Утенхофен († ок. 1407), вдовица на Валравен ван Бертхут (+ 1361), дъщеря на Йохан фон Утенхове и фон Херлаер. Те имат един син:
- Гизберт († между 28 юли/31 декември 1429), господар на Батенбург-Анхолт, женен на 12 април 1388 г. за Маргарета фон Гемен († сл. 1412)

## Галерия
- Батенбург 1674 (J. de Grave)
- Батенбург, руина 2015